# Шамброн
Шамброн (словац. Šambron) — село в Словаччині, Старолюбовняському окрузі Пряшівського краю. Розташоване в північно-східній частині Словаччини недалеко м. Стара Любовня.
Вперше згадується у 1411 році.
В селі є греко-католицька церква Покрови Пресв. Богородиці з 15-16 ст., до 1872 р. православна.
В кадастрі села знаходиться джерело мінеральної води «Смердячка».

## Населення
| Рік:            | 1994. | 2004.    | 2014.   | 2024.   |
| --------------- | ----- | -------- | ------- | ------- |
| Кількість осіб: | 480   | 429      | 394     | 358     |
| Різниця:        |       | -10,62 % | -8,15 % | -9,13 % |

| Рік:            | 2023. | 2024.   |
| --------------- | ----- | ------- |
| Кількість осіб: | 369   | 358     |
| Різниця:        |       | -2,98 % |

В селі проживає 422 осіб.
Національний склад населення (за даними останнього перепису населення — 2001 року):
- словаки — 94,05 %
- русини — 4,58 %
- українці — 1,14 %

Склад населення за приналежністю до релігії станом на 2001 рік:
- греко-католики — 96,57 %,
- римо-католики — 2,75 %,
- не вважають себе віруючими або не належать до жодної вищезгаданої церкви — 0,69 %

## Географія
Протікає річка Шамбронка.